# Rubén Arocha
Rubén Darío Arocha Hernández (Caracas, 21 aprile 1987) è un calciatore venezuelano, centrocampista dell'Arcángel San Miguel.

## Carriera

### Club
Ha giocato nella massima serie venezuelana, in quella greca e in quella cipriota.

### Nazionale
Tra il 2006 e il 2012, ha giocato 4 partite con la nazionale venezuelana.